# Das Verkehrsmagazin
Das Verkehrsmagazin war – ähnlich wie Verkehrskompaß – eine Informationssendung des DDR-Fernsehens für Teilnehmer am Straßenverkehr, die bis 1991 produziert wurde.
Ab 1960 wurde zunächst Aus der Welt des Verkehrs ausgestrahlt, ab 1968 an jedem zweiten Donnerstag um 19 Uhr Das Verkehrsmagazin auf DDR 1. Der Inhalt der Sendung waren Fahrzeugtechnik, Ratschläge zur Wartung und Reparatur rund um das Auto und die Sicherheit im Straßenverkehr.
Moderiert wurde die Sendung zunächst von Walter Becker, der 407 Ausgaben bis zum 5. Januar 1984 moderierte. Bis 1964 war Hubert Schmidt-Gigo Co-Moderator. Später übernahm der Oberstleutnant der Volkspolizei, Rolf-Dieter Saternus, der während der Moderation Uniform trug.
Die Redakteure der 1980er-Jahre hatten die Aufgabe, auf Gefahren im Verkehr hinzuweisen und Informationen zum Themenbereich Automobil wie z. B. Tips zur Wartung und Pflege zu geben. Der Straßenverkehr in den übrigen sozialistischen Ländern sowie dessen Besonderheiten wurden ebenfalls vorgestellt. Auch Themen zur Straßenverkehrs-Ordnung und Quizfragen wie etwa die Frage „Was war falsch?“, nachdem ein Radfahrer mit aufgesetzten Walkmankopfhörer durch das Bild gefahren war, waren enthalten.
Da aufgrund der schlechten Liefer- und Ersatzteil-Situation die bei Stunt-Szenen eingesetzten Fahrzeuge möglichst unbeschädigt bleiben mussten, wurde dafür regelmäßig auf erfahrene Rennfahrer wie z. B. Ulli Melkus als Stuntman zurückgegriffen.
Gedreht wurden die einzelnen Sendungen meist zwei Wochen lang. Es folgten ein bis zwei Wochen Schnitt und die obligatorische Abnahme. Insgesamt waren die Themen so recht aktuell, da der Vorlauf sich auf fünf Wochen beschränkte. Thematische Beiträge wurden zu gegebener Zeit auch wiederholt. So war z. B. im Sommer ein Dauerthema die Sicherheit auf Urlaubsreisen, im Herbst wurde regelmäßig das Thema Fahrzeug-Beleuchtung und Sichtbarkeit von Verkehrsteilnehmern aufgegriffen.
Zudem arbeitete die Redaktion eng mit der Redaktion des Verkehrskompaß zusammen. Filmbeiträge wurden teilweise zwischen beiden Sendungen ausgetauscht und so in beiden Sendungen ausgestrahlt.